# Galileo (El ala oeste)
 Galileo  es el noveno capítulo de la segunda temporada de la serie dramática El ala oeste de la Casa Blanca.

## Argumento
Un silo de misiles ruso se ha incendiado, aunque el gobierno de Moscú lo niega. Leo McGarry se entrevista con la embajadora de Rusia para intentar ofrecerle ayuda ante el problema. Finalmente se entera de que todo se ha debido al robo de combustible de los cohetes por miembros del propio ejército excomunista. Mientras, se ha extendido el rumor de que el Presidente detesta las judías verdes y que ello puede ser un problema en la reelección en el Estado de Oregón, gran productor de este alimento.
Por su parte la NASA prepara un gran evento durante el aterrizaje de la sonda Galileo en Marte. El Presidente está muy ilusionado con la idea de dar una charla a un grupo de escolares sobre la Carrera espacial. Pero todo queda suspendido cuando la sonda tiene un problema en las comunicaciones y no da señales de funcionar correctamente.
Toby asigna a Josh la tarea de elegir el personaje para un nuevo sello de correos. Este pedirá ayuda a Donna Moss para intentar ver la posibilidad de elegir a un antiguo héroe de guerra que estaba a favor de integrar a Puerto Rico como un estado más de los Estados Unidos.
Por último C.J. Cregg promociona a un nuevo Secretario de Prensa Adjunto, ante la decepción de varios aspirantes. Entre ellos un examante que le recrimina su actitud en el exterior del Centro John F. Kennedy para las Artes Escénicas donde el Presidente escucha un concierto de música clásica ofrecido por la Orquesta de Islandia.

## Curiosidades
- Bill Clinton permitió que se grabaran varias escenas en el palco privado del Presidente situado en el Centro John F. Kennedy para las Artes Escénicas.
- Existe un precedente relacionado con la aversión del Presidente de los Estados Unidos a ciertos alimentos: en cierta ocasión George H. W. Bush comentó que no le gustaba el Brócoli lo que provocó que los granjeros le mandasen varias toneladas de este vegetal.
- Existe un desliz en el guion: cuando Leo McGarry le comenta al Presidente que el embajador de Islandia Vigdis Olafsdottir quiere verle no cae en la cuenta de que Vigdis es un nombre de mujer y no de hombre, tanto en Islandia como en Escandinavia.
- Hay otro fallo al referirse a la Región de Óblast donde se ha producido la explosión. Óblast no es el nombre de un región sino el término usado en ruso para designar una división administratriva.

## Enlaces
- Ficha en FormulaTv.
- Enlace al Imdb.
- Guía del Episodio (en inglés).

- Datos: Q5518621